# لانگن باخ
لانگن باخ (به آلمانی: Langenbach, Bavaria) یک شهر در آلمان است که در بایرن واقع شده‌است.

## خصوصیات
لانگن باخ ۲۶٫۸۹ کیلومترمربع مساحت دارد ۴۲۹ متر بالاتر از سطح دریا واقع شده‌است.